# 电子等能面
晶体中电子的准经典运动主要取决于E-k关系，为了表示实际晶体的复杂的能带结构，常常使用等能面来反映E-k关系，所谓等能面是指由k空间的能量相同的各点构成的曲面。
对于极值在k=0的，有效质量各向同性的简单能带，等能面显然是球面，有效质量各向异性的能带，等能面是椭球。